# Хазарски каганат
Хазарският каганат е голяма средновековна номадска държава, създадена в средата на 7 век на територията на днешен Дагестан върху останките на Западнотюркския (Тюркския) хаганат в съседство с Кубратова Стара Велика България.
Простира се върху територия от Днепър до Каспийско море за сметка на Стара Велика България, която е в упадък след смъртта на хан Кубрат. Синът на Кубрат Баян (Батбаян) признава върховенството на хазарския хаган и оттогава част от прабългарите започват да се наричат „черни“ или „вътрешни“ българи. Останалите прабългари с Аспарух се оттеглят към Долни Дунав.

## Ранен произход на хазарите (VI в.)
Първоначално хазарите са едно от многото номадски племена, преселили се от Азия по време на Великото преселение на народите. Те говорели един от ранните тюркски езици и, както може да се съди от косвени данни, очевидно принадлежали към племената от групата на огурите, първото от които се появява в Европа през 463 Най-ранната достоверна информация за хазарите се счита споменаването им в списъка на народите, изброени от Псевдо-Захария през 555 г. Районът Берсилия, разположен в равнинната част на съвременен Дагестан, фигурира в изворите като тяхна европейска родина.
През първата половина на VI век хазарите са под влиянието на обединението на савирите, като част от войските си правят успешни набези в Закавказието. Сасанидска Персия, която господства над региона, едвам отблъсва нападението. При шах Хосров I Ануширван (531 – 579) персите изграждат и укрепват Дербент, който блокира тесния проход между Каспийско море и Кавказките планини. Традицията приписва на Хосров I изграждането на бъдещите хазарски градове в Дагестан – Баланджар и Самандар. И двата града първоначално са били центрове на едноименните племена. Според други виждания Самандер може да е свързан с племе, родствено на аварите, което след савирите преминава през Кавказ около 550-та година. През 562 г. савирите са победени от Персия и заедно с част от хазарите са преселени в Закавказието. Част от савирите създава през 1030 – 1060 Савирското кянжество, за да бъдат асимилирани окончателно от Волжка България.
Възходът на хазарите е свързан с историята на Тюркския каганат, с чиито владетели хазарските владетели вероятно са били роднини. Алтайските тюрки, водени от каган от племето Ашина, създават огромна империя през 551 г., която скоро се разделя на източна и западна част. През VI век обхватът на Западнотюркския каганат достига до Каспийско-черноморските степи и всички местни племена признават неговото върховенство.

## Отношения с Византия (VIII век)
Към края на VII в. хазарите завладяват по-голямата част от п-в Крим, населен с готи, алани и прабългари. В Херсон, Южен Крим, чието население е християнско и под властта на Византия, е заточен сваленият византийски император Юстиниан II (685 – 695); (705 – 711), който се жени за сестрата на хазарския каган. Впоследствие той е принуден да бяга от Хазария и с помощта на кан Тервел (700 – 721), си възвръща престола през 705 г. След 711 Византия и Хазария сключват съюз, насочен срещу арабската експанзия. В 730 г. вождът им Булан приема юдаизма и с това започва установяването на еврейската религия като държавна. От 731 до 737 хазарите търпят поражения от арабите, които завладяват новата столица Самандар. До 762 г. Хазария запазва мира с арабите, след което води войни за Закавказието, подпомагана от Византия. Съюзните отношения между двете държави са скрепени през 732 с брак на наследника на византийския престол (бъдещия Константин V Копроним) с дъщерята на хазарския каган. След 889 г. Византия непрестанно подстрекава русите, печенегите и узите да влизат във война с Хазарския каганат. Все пак контролът на хазарите над Крим се съхранява до IX в.

## Арабско-хазарски войни (VII – VIII в.)
През VII и VIII век хазарите водят поредица от войни срещу Омаядския халифат и неговия наследник – Абасидския халифат. Първата арабско-хазарска война започва по време на първата фаза на мюсюлманската експанзия. До 640 г. мюсюлманските сили са достигнали до Армения; през 642 г. те предприемат първия си набег през Кавказ под командването на Абд ар-Рахман ибн Рабия. През 652 арабските сили настъпват към хазарската столица Баладжар, но са разбити, понасяйки тежки загуби; според персийски историци като Ал-Табари, и двете страни в битката са използвали катапулти срещу противниковите войски. Редица руски източници дават името на хазарския каган от този период като Ирбис. Дали Ирбис наистина е съществувал или е легендарна личност е отворен дебат, тъй като съществуват мнозина владетели със същото име.
Поради избухването на Първата мюсюлманска гражданска война и други приоритети, арабите се въздържат от повторна експанзия срещу хазарите чак до началото на VIII век. През през 683 – 685 хазарите по време на Втората мюсюлманска гражданска война, предприемат няколко набега в Закавказието, включително мащабен набег, който им носи много пленници и плячка.
Втората арабско-хазарска война започва с поредица от набези в Кавказ в началото на VIII век. Омаядите затягат хватката си над Армения през 705 г., след като потушават мащабен бунт. През 713/ 714 г. генералът на Омаядите Маслама завладява Дербент и нахлува по-дълбоко в хазарската територия. В отговор хазарите предприемат набези в Кавказка Албания и Ирански Азербайджан, но са отблъснати от арабите под командването на Хасан ибн ал-Нуман. Конфликтът ескалира през 722 г. с нахлуването на 30 000 хазари в Армения, които нанасят съкрушително поражение на Омаядите. Халиф Язид II отвръща, изпращайки 25 000 бойци на север, прогонва хазарите обратно през Кавказ, възвръщайки си Дербент и напредва към Баланджар. Арабите пробиват хазарската отбрана и щурмуват Баланджар; повечето от жителите му са убити или поробени, малцина успяват да избягат на север. Въпреки успеха си, арабите все още не успяват да нанесат окончателен разгром на хазарската армия и впоследствие се оттеглят на юг от Кавказ.

## Хазаро-маджарски сблъсъци (IX в.)
Около 830 г. избухва бунт в Хазарския каганат. В резултат на това три от племената на кабарите се отделят от Хазария и се присъединяват към маджарите, заселвайки се в областта наречена Етелкьоз, между Карпатите и Днепър. (Според император Константин VII Багренородни се води дългогодишна гражданска война между двете фракции в началото на IX в. Някои изследователи я причисляват в периода 810 – 820 г.)Маджарите са изправени пред първата си атака от печенегите през 854. Новите съседи на унгарците са варягите и източните славяни. От 862 г. нататък маджарите (наричани вече „унгри“) заедно с техните съюзници, кабарите, започват серия от набези от Етелкьоз в Карпатския басейн, предимно срещу Източната франкска империя (Германия) и Велика Моравия, но също така срещу Долнопанонското княжество и България. След това те заедно се озовават на външните склонове на Карпатите и се заселват там, където мнозинството хазари преминават от юдаизма към християнството през X до XIII век. Сред тези хазари освен евреи може да има шаманисти и християни.

## Налагане на юдаизма за официална религия. Последици (IX – XI в.)
Началото на налагането на юдаизма в страната е спорно, но се приема че това е периодът между 730 и 740 г. Според други остарели трактовки юдаизацията на Хазария се осъществява между 760 и 770 г. или даже в началото на 9 век.
Към началото на 9 век, след реформите на бег (съуправител) Обадия в хаганата избухва гражданска война. Византия окупира Кримска Готия, но след това подпомага хазарите срещу угрите, които на границата по р. Дон застрашават крепостта Серкел.
През 861 г. Кирил и Методий (Хазарска мисия, 860 – 861) участват в хазарската столица в диспут между представители на основните монотеистични религии, организиран от хазарския хаган (бег), който тогава е бил привърженик на пратюркския монотеизъм, но не успяват да го убедят в предимствата на християнството. В неговото обкръжение се е изповядвал юдаизмът или ислямът. Около 861-865 хазарите окончателно възприемат юдаизма, но християнството и ислямът също се изповядват или толерират от многобройните племена на синкретичната хазарска държава.
Благодарение на факта, че през територията на Хазарския хаганат минава Пътят на коприната, държавата е била богата, развиват се занаятите и науката.
Около 889 г. печенегите завоюват Северното Причерноморие, след което Византия скъсва съюза с Хазария и превзема Крим. Византийците подбуждат други тюркски племена, аланите и Киевска Рус да водят войни с хаганата. През 965 киевският княз Светослав I успява да разгроми хазарите и да превземе най-важните им крепости и столицата Итил. Експанзията на Хорезъм, киевския княз Владимир I (980 – 1015) и узите нанасят последен удар на Каганата.
Последните исторически сведения за хазарски владетели датират от началото на 11 век. Предполага се, че част от хазарите са намерили убежище в Северен Кавказ. Според някои хипотези, хазарите-юдеи са родоначалници на част от източноевропейските евреи (ашкенази).

## Руско – хазарски отношения (IX – XI в.)
До 834 няма сблъсъци между Хазария и Русия. През 862 или 874 Рюрик се възцарява в Новгород, през 882 – Олег в Киев. Отношенията между руси и хазари бързо започват да се променят. През 882 Олег бележи поредица от военни успехи – превзема Киев през същата година, разбива древляните през 883. Някъде около 889 г. печенегите завоюват Северното Причерноморие, след което Византия скъсва съюза с Хазария и превзема Крим. Византийците подбуждат други тюркски племена, аланите и Киевска Рус да водят войни с каганата. През 913 г петстотин руски ладии значителна военна сила за онова време– навлиза в Каспийско море, с разрешението на хазарския цар Винеамин и подлага на ограбване Галян, Табаристан и Шивран. По това време Прикаспийските заливи са владеят от Исмаил Самани. Той е съюзник на хазарите, но явно явно властта му не е утвърдена. Делеймитите се разполаган в Ербрус като обръкжена крепост. За пълното им ликвидиране е необходим прикаспийски флот, но към този момент нито хазарите, нито Саманидите разполагат с такъв. Именно в този момент се появяват корабите на русите, които са повикани от цар Винеамин. Въпреки помощта на русите през 914 Аран (дн. Азербейджан) е завладян от делеймитите на Марзубан ибн Мохамед. Десанта е неуспешен – въпреки че русите успяват да опустошат Ширвана и Баку, десанта през е отблъснат. След десанта си през 913 русите изпращат на хазарския княз Йосиф I част от заграбеното и се оттеглят. След това от 913 до 939, отношенията на русите и хазарите не търпят сериозна промяна. Все пак през 941 – 943 хазарския цар Йосиф отново пропуска руски кораби, които да грабят в Аран Изглежда, че руската флота е използвана от хазарите, не само срещу Византия, но и срещу мюсюлмански разбойнически династии, които пречат на еврейо-арабската търговия и на съюза на кагана с халифа. Сблъсъците на делеймитите с хазарите продължават дълго време – запазени са сведения за военни сблъсъци на хазари с дейлемити през 70-те години на същия век. Пре 939 с изострянето на гръко-еврейските отношения русите нападат крепостта Самракай (дн. Таман), но са победени от „достопочетаемия Песах“, който впоследствия принуждава русите да нападнат Византия. През 940 г. войската на „достопочитаемия Песах“ стига почти до портите на Киев. В тази война руският флот е унищожен от гръцкия огън между 941 и 942
През 953 княгиня Олга сключва търговски договор с Византия, който бързо прераства във военен съюз насочен против Хазария. През 965 г. киевският княз Светослав I успява да разгроми хазарите и да превземе най-важните им крепости и столицата Итил. През 1109 г. Русия влиза в различни коалиции насочени срещу хазарите (с маджари, тюрки и пр). И макар по-късно тези съюзи да се разпадат, те нанасят решаващи удари срещу Хазария.

## Краят на хазарите (XI – XII в.)
Постепенно геополитическата обстановка в Каспийско море, става неблагоприятна за хазарите. Едно след друго се създават независими ислямски емирства. До началото на X век цялото Южно Каспийско море е обединено в Саманидската държава. Новата власт се превръща в активен проводник на исляма. Под влияние на Саманидите ислямът започва да се разпространява сред огузите в Средна Азия, а по-късно и във Волжка България. Постепенно казарите се оказват обкръжени от ислямски емирства; двойно по-опасно е, че сред самите хазари има силна ислямска фракция. От разказа на Константин Багренородни научаваме, че в началото на IX в. се води кръвопролитна гражданска война при хазарите. Според някои хипотези тази война продължава между 810 и 820 Кабарите се отделят от хазарите и привличат на своя страна маджарите, а противниците им са печенегите и огузите. Тази гражданска война изиграва своята роля за упадъка на хазарите. през 872 делеймитите завладяват Гурган, Казван и Рей и лишават хазарите от удобния кервански път от Дербент за Багдад. През 874 избухва бунт в Китай и достъпа до Път на коприната е прекъсват, а това води до постепенен упадък на хазарската икономика.. Решаващия удар за упадъка на хазарите нанасят войните с русите. Похода на Светослав I (965) и впоследствие – на Владимир (985) се отразяват тежко на Хазария. Последните сведения за хазари са от началото на XII в., след което те изчезват като самоназвание.

## Литературни произведения
- „Тринадесетото племе“ (1976 г.) – историческа книга от Артур Кьостлер
- „Хазарски речник“ (1984 г.) – роман от Милорад Павич  Архив на оригинала от 2006-02-12 в Wayback Machine.